# Àcac
Àcac (en grec antic Ἄκᾰκος, inofensiu), segons la mitologia grega, era un fill de Licàon.
Va ser el fundador i també rei de la ciutat d'Acacèsion a Arcàdia, segons Pausànies. També li atribueix a ell la fundació de la ciutat de Licosura, encara que altres fonts diuen que va ser Licàon. Àcac educà a Arcàdia mateix al déu Hermes quan aquest era encara un infant. Algunes versions del mite el fan marit de la dida d'Hermes.
Quan Zeus va visitar els fills de Licàon li van servir la carn d'un nen, alguns diuen que potser era la carn d'un dels seus germans, entre les vísceres dels animals per al sacrifici. No obstant això, Zeus s'adonà del sacrilegi i convertí els prínceps en llops. Altres versions d'aquest passatge asseguren que el déu els fulminà amb el seu llamp. De fet, tant Àcac com els seus germans són coneguts per la seva impietat.